# Samurai ELO
Samurai ELO（サムライイーエルオー）は、高校生・大学生の男性をターゲットにした月刊ファッション雑誌。毎月24日発売。
出版社は、2014年5月号（同年3月24日発売）までインフォレスト、同社の事業停止後の6月号（4月24日発売）から三栄書房（現・三栄）。
2017年10月24日発売の2017年12月号をもって休刊。

## 概要
月刊化第01号の表紙は堀北真希が飾った。『ファッション＆ビューティー&ラブ』が誌面の軸になっている。誌面で扱う情報はファッションのみならず、恋愛、性、ヘアカタログなど、10代男性を中心に意識した誌面作りを展開している。ファッションはセレブカジュアル系か古着系が多く見受けられる。
2014年4月15日のインフォレストの事業停止に伴い三栄書房が引き継いだ。

## 誌面に登場するキーワード
セレカジ
セレブカジュアルの略。いわゆるセレブ（俳優やモデルなど）が、日常や遊びなどの場で好んで着用するカジュアルファッションのこと。ギャル男とセレカジ男子の境目は爽やかさ、清潔感。この辺りで女性からの「モテ」を意識しているといえる。タレントの小栗旬などが、爽やかだけどオトナっぽい、セレカジ系ファッションの代表例。
リアルクローズ（real clothes）
（現実性のある服）と提唱するファッション性がある普段着。本来は「上質の素材を用い、きちんと縫製された本物志向の服」をさす言葉だが、コレクションなどのアート色の強い日常離れした服に対して、一般的に普段着として着られるような服のことをいう。
モテ
誌面の至る所に踊るキーワード。バリエーションは「モテヘア」、「モテ服」、「モテ髪」など。パンク・ファッションやストリートファッション、モード系など個性や先鋭的なセンスを打ち出すファッションに対して、実利的な異性受け（「モテ」と称す」）を重視したファッション。

## インフォレストのファッション雑誌
- Samurai magazine（サムライマガジン） - 兄弟雑誌。2014年、復刊するための受け入れ先が見つからなかったため休刊した。
- 小悪魔ageha（小悪魔アゲハ）- 2014年に休刊したものの、2015年に隔月刊としてネコ・パブリッシングより復刊した。現在も刊行中。